# 산대잡극
산대잡극(山臺雜劇)은 고려 말기에 비롯된 잡기(雜技)의 하나다.
고려는 신라의 유풍(遺風)인 팔관회를 계승하여, 해마다 중동(仲冬：음력 11월)에 이를 행하여 13세기 중엽인 원종대까지 계속하였고, 불교적 행사로서는 연등회를 상원(上元：음력 정월 15일)에 거행, 이때에 신라 이래의 백희(百戱)를 함께 거행했다. 이러한 가무백희(歌舞百戱)의 내용은 고려 말 이색이 읊은 시 <산대잡극>으로써 짐작할 수 있다. 산대잡극은 일종의 장식무대인 채붕(綵棚)과 함께 처용무를 비롯한 가악무(歌樂舞)와 장대타기와 같은 기기(奇伎)곡예로서, 다분히 감각적으로 관중의 이목을 즐겁게 하였던 스펙터클 쇼이다. 이러한 산대잡극은 연등회와 팔관회뿐만 아니라 왕의 행행(行幸)·환국(還國)이나 연악관오(宴樂觀吳)와 개선장군의 환영잔치 등에서도 쓰인 것이 기록에 보인다.